# Pablo Carreño Busta
Dit is een Spaanse naam; Carreño is de vadernaam en Busta is de moedernaam.
Pablo Carreño Busta (Gijón, 12 juli 1991) is een Spaanse tennisspeler. Hij heeft zes ATP-toernooien en elf challengers in het enkelspel op zijn naam staan. Op 15-jarige leeftijd verhuisde hij naar Barcelona, waar hij traint bij Real Club de Tenis de Barcelona. In 2013 werd hij uitgeroepen tot Most Improved Player door de ATP.

## Palmares

### Enkelspel
| Nr.                  | Datum             | Toernooi             | Ondergrond    | Tegenstander in finale  | Score               |         |
| -------------------- | ----------------- | -------------------- | ------------- | ----------------------- | ------------------- | ------- |
| gewonnen finales     |                   |                      |               |                         |                     |         |
| 1.                   | 27 augustus 2016  | ATP Winston-Salem    | Hardcourt     | Roberto Bautista Agut   | 6-7(6), 7-6(1), 6-4 | details |
| 2.                   | 23 oktober 2016   | ATP Moskou           | Hardcourt (i) | Fabio Fognini           | 4-6, 6-3, 6-2       | details |
| 3.                   | 7 mei 2017        | ATP Estoril          | Gravel        | Gilles Müller           | 6-2, 7-6(5)         | details |
| 4.                   | 29 september 2019 | ATP Chengdu          | Hardcourt     | Aleksandr Boeblik       | 6-7(5), 6-4, 7-6(3) | details |
| 5.                   | 11 april 2021     | ATP Marbella         | Gravel        | Jaume Munar             | 6-1, 2-6, 6-4       | details |
| 6.                   | 18 juli 2021      | ATP Hamburg          | Gravel        | Filip Krajinović        | 6-2, 6-4            | details |
| 7.                   | 14 augustus 2022  | ATP Montreal/Toronto | Hardcourt     | Hubert Hurkacz          | 3–6, 6–3, 6–3       | Details |
| verloren finales     |                   |                      |               |                         |                     |         |
| 1.                   | 28 februari 2016  | ATP São Paulo        | Gravel        | Pablo Cuevas            | 6-7(4), 3-6         | details |
| 2.                   | 1 mei 2016        | ATP Estoril          | Gravel        | Nicolas Almagro         | 7-6(6), 6-7(5), 3-6 | details |
| 3.                   | 26 februari 2017  | ATP Rio de Janeiro   | Gravel        | Dominic Thiem           | 5-7, 4-6            | details |
| 4.                   | 26 september 2021 | ATP Metz             | Hardcourt (i) | Hubert Hurkacz          | 6-7(2), 3-6         | details |
| 5.                   | 24 april 2022     | ATP Barcelona        | Gravel        | Carlos Alcaraz          | 3-6, 2–6            | details |
| gewonnen challengers |                   |                      |               |                         |                     |         |
| 1.                   | 23 mei 2011       | Alessandria          | Gravel        | Roberto Bautista-Agut   | 3-6, 6-3, 7-5       |         |
| 2.                   | 29 augustus 2011  | Como                 | Gravel        | Andreas Beck            | 6-4, 7-6(4)         |         |
| 3.                   | 23 juni 2013      | Tanger               | Gravel        | Michail Koekoesjkin     | 6-2, 4-1, opgave    |         |
| 4.                   | 4 augustus 2013   | Segovia              | Hardcourt     | Albano Olivetti         | 6-4, 7-6(2)         |         |
| 5.                   | 18 augustus 2013  | Cordenons            | Gravel        | Grégoire Burquier       | 6-4, 6-4            |         |
| 6.                   | 1 september 2013  | Como                 | Gravel        | Dominic Thiem           | 6-2, 5-7, 6-0       |         |
| 7.                   | 15 juni 2014      | Caltanissetta        | Gravel        | Facundo Bagnis          | 4-6, 6-4, 6-1       |         |
| 8.                   | 22 juni 2014      | Mohammedia           | Gravel        | Daniel Muñoz de la Nava | 7-6(2), 2-6, 6-2    |         |
| 9.                   | 14 september 2014 | Sevilla              | Gravel        | Taro Daniel             | 6-4, 6-1            |         |
| 10.                  | 21 juni 2015      | Perugia              | Gravel        | Matteo Viola            | 6-2, 6-2            |         |
| 11.                  | 19 juli 2015      | Poznań               | Gravel        | Radu Albot              | 6-4, 6-4            |         |

### Dubbelspel
| Nr.                               | Datum             | Toernooi           | Ondergrond | Partner                | Tegenstanders in finale                   | Score               |         |
| --------------------------------- | ----------------- | ------------------ | ---------- | ---------------------- | ----------------------------------------- | ------------------- | ------- |
| gewonnen finales mannendubbelspel |                   |                    |            |                        |                                           |                     |         |
| 1.                                | 7 februari 2016   | ATP Quito          | Gravel     | Guillermo Durán        | Thomaz Bellucci Marcelo Demoliner         | 7-5, 6-4            | details |
| 2.                                | 9 oktober 2016    | ATP Peking         | Hardcourt  | Rafael Nadal           | Jack Sock Bernard Tomic                   | 6-7(6), 6-2, [10-8] | details |
| 3.                                | 25 februari 2017  | ATP Rio de Janeiro | Gravel     | Pablo Cuevas           | Juan Sebastián Cabal Robert Farah Maksoud | 6-4, 5-7, [10-8]    | details |
| 4.                                | 29 augustus 2020  | ATP Cincinnati     | Hardcourt  | Alex de Minaur         | Jamie Murray Neal Skupski                 | 6-2, 7-5            | Details |
| verloren finales mannendubbelspel |                   |                    |            |                        |                                           |                     |         |
| 1.                                | 21 februari 2016  | ATP Rio de Janeiro | Gravel     | David Marrero          | Juan Sebastián Cabal Robert Farah Maksoud | 6-7(5), 1-6         | details |
| 2.                                | 28 februari 2016  | ATP São Paulo      | Gravel     | David Marrero          | Julio Peralta Horacio Zeballos            | 6-4, 1-6, [5-10]    | details |
| 3.                                | 10 september 2016 | US Open            | Hardcourt  | Guillermo García-López | Jamie Murray Bruno Soares                 | 2-6, 3-6            | details |
| 4.                                | 2 oktober 2016    | ATP Chengdu        | Hardcourt  | Mariusz Fyrstenberg    | Raven Klaasen Rajeev Ram                  | 6-7(2), 5-7         | details |
| 5.                                | 20 mei 2018       | ATP Rome           | Gravel     | João Sousa             | Juan Sebastián Cabal Robert Farah Maksoud | 6-3, 4-6, [4-10]    | details |

### Landencompetities
| Nr.              | Datum               | Toernooi  | Ondergrond    | Partner(s)                                                                            | Tegenstanders                                                     | Score               | Ref.    |
| ---------------- | ------------------- | --------- | ------------- | ------------------------------------------------------------------------------------- | ----------------------------------------------------------------- | ------------------- | ------- |
| Gewonnen finales |                     |           |               |                                                                                       |                                                                   |                     |         |
| 1.               | 18-24 november 2019 | Davis Cup | Hardcourt (i) | Roberto Bautista Agut Marcel Granollers Feliciano López Rafael Nadal                  | Félix Auger-Aliassime Vasek Pospisil Denis Shapovalov             | 2-0 (2 wedstrijden) | Details |
| Verloren finales |                     |           |               |                                                                                       |                                                                   |                     |         |
| 1.               | 12 januari 2020     | ATP Cup   | Hardcourt     | Rafael Nadal Roberto Bautista Agut Feliciano López                                    | Novak Djokovic Dusan Lajovic Nikola Čačić Viktor Troicki          | 1-2 (3 wedstrijden) | Details |
| 2.               | 1-9 januari 2022    | ATP Cup   | Hardcourt     | Roberto Bautista Agut Albert Ramos Viñolas Alejandro Davidovich Fokina Pedro Martínez | Félix Auger-Aliassime Denis Shapovalov Brayden Schnur Steven Diez | 0-2 (2 wedstrijden) | Details |

## Resultaten grote toernooien
| Legenda | Legenda                          |
| ------- | -------------------------------- |
| g.t.    | geen toernooi gehouden           |
| l.c.    | lagere categorie                 |
| –       | niet deelgenomen                 |
| G       | uitgeschakeld in de groepsfase   |
| 1R      | uitgeschakeld in de eerste ronde |
| 2R      | uitgeschakeld in de tweede ronde |
| 3R      | uitgeschakeld in de derde ronde  |
| 4R      | uitgeschakeld in de vierde ronde |
| KF      | uitgeschakeld in de kwartfinale  |
| HF      | uitgeschakeld in de halve finale |
| F       | de finale verloren               |
| W       | het toernooi gewonnen            |
| w-v     | winst/verlies-balans             |

### Enkelspel
| toernooi             | 2013 | 2014 | 2015 | 2016 | 2017 | 2018 | 2019 | 2020 | 2021 | 2022 | 2023 |
| -------------------- | ---- | ---- | ---- | ---- | ---- | ---- | ---- | ---- | ---- | ---- | ---- |
| grandslamtoernooien  |      |      |      |      |      |      |      |      |      |      |      |
| Australian Open      | –    | 1R   | 1R   | 1R   | 3R   | 4R   | 4R   | 3R   | 3R   | 4R   | 2R   |
| Roland Garros        | 1R   | 1R   | 2R   | 2R   | KF   | 3R   | 3R   | KF   | 4R   | 1R   | –    |
| Wimbledon            | –    | 1R   | 1R   | 1R   | –    | 1R   | 1R   | g.t. | 1R   | 1R   | –    |
| US Open              | –    | 3R   | 2R   | 3R   | HF   | 2R   | 3R   | HF   | 1R   | 4R   |      |
| ATP Masters 1000     |      |      |      |      |      |      |      |      |      |      |      |
| Indian Wells         | –    | 1R   | 1R   | 2R   | HF   | 4R   | –    | g.t. | 3R   | 2R   | –    |
| Miami                | –    | 1R   | 1R   | 1R   | 2R   | HF   | –    | g.t. | –    | 3R   | –    |
| Monte Carlo          | –    | 3R   | 1R   | 2R   | 3R   | –    | –    | g.t. | 3R   | 3R   | –    |
| Madrid               | –    | 1R   | –    | 2R   | 1R   | 1R   | 1R   | g.t. | 1R   | 1R   | –    |
| Rome                 | –    | 1R   | –    | –    | 2R   | KF   | 1R   | 2R   | 2R   | 2R   | –    |
| Montreal/Toronto     | –    | –    | –    | –    | 2R   | 2R   | –    | g.t. | –    | W    |      |
| Cincinnati           | –    | –    | –    | 1R   | 3R   | KF   | 3R   | 2R   | KF   | 1R   |      |
| Shanghai             | –    | –    | –    | 1R   | 2R   | 1R   | 2R   | g.t. | g.t. | g.t. |      |
| Parijs               | –    | –    | 1R   | 2R   | 2R   | 1R   | –    | KF   | 2R   | 3R   |      |
| olympisch            |      |      |      |      |      |      |      |      |      |      |      |
| Olympische Spelen    | g.t. | g.t. | g.t. | –    | g.t. | g.t. | g.t. | g.t. | HF   | g.t. | g.t. |
| statistieken         |      |      |      |      |      |      |      |      |      |      |      |
| totaal aantal titels | 0    | 0    | 0    | 2    | 1    | 0    | 1    | 0    | 2    | 1    | 0    |
| eindejaarsranking    | 64   | 51   | 67   | 30   | 10   | 23   | 27   | 16   | 20   | 12   |      |

### Dubbelspel
| toernooi             | 2014 | 2015 | 2016 | 2017 | 2018 | 2019 | 2020 | 2021 | 2022 | 2023 |
| -------------------- | ---- | ---- | ---- | ---- | ---- | ---- | ---- | ---- | ---- | ---- |
| grandslamtoernooien  |      |      |      |      |      |      |      |      |      |      |
| Australian Open      | 3R   | 2R   | 3R   | HF   | 3R   | 3R   | 1R   | 1R   | –    | –    |
| Roland Garros        | –    | 2R   | 2R   | 1R   | –    | 1R   | –    | –    | –    | –    |
| Wimbledon            | –    | 1R   | 1R   | –    | 1R   | 2R   | g.t. | –    | –    | –    |
| US Open              | 1R   | 1R   | F    | 1R   | –    | 2R   | –    | –    | –    |      |
| ATP Masters 1000     |      |      |      |      |      |      |      |      |      |      |
| Indian Wells         | –    | KF   | –    | 1R   | 2R   | –    | g.t. | 1R   | 1R   | –    |
| Miami                | –    | –    | –    | –    | –    | –    | g.t. | –    | –    | –    |
| Monte Carlo          | –    | –    | –    | 1R   | –    | –    | g.t. | –    | –    | –    |
| Madrid               | –    | –    | 2R   | –    | –    | –    | g.t. | –    | 2R   | –    |
| Rome                 | –    | –    | –    | –    | F    | 1R   | 1R   | –    | –    | –    |
| Montreal/Toronto     | –    | –    | –    | 2R   | 2R   | –    | g.t. | –    | 1R   |      |
| Cincinnati           | –    | –    | –    | 2R   | 1R   | –    | W    | –    | –    |      |
| Shanghai             | –    | –    | –    | –    | –    | –    | g.t. | g.t. | g.t. |      |
| Parijs               | –    | –    | –    | –    | –    | –    | –    | –    | –    |      |
| olympisch            |      |      |      |      |      |      |      |      |      |      |
| Olympische Spelen    | g.t. | g.t. | –    | g.t. | g.t. | g.t. | g.t. | 1R   | g.t. | g.t. |
| statistieken         |      |      |      |      |      |      |      |      |      |      |
| totaal aantal titels | 0    | 0    | 2    | 1    | 0    | 0    | 1    | 0    | 0    | 0    |
| eindejaarsranking    | 138  | 103  | 25   | 44   | 78   | 114  | 54   | 198  | 328  |      |